# Wim Kieft
Willem (Wim) Cornelis Nicolaas Kieft (ur. 12 listopada 1962 w Amsterdamie) – holenderski piłkarz, grający na pozycji napastnika.
Kieft zaczynał karierę w małym klubie z Amsterdamu o nazwie Madjoe. Z czasem trafił do szkółki piłkarskiej wielkiego Ajaksu Amsterdam. W Eredivisie Kieft zadebiutował pod okiem trenera Leo Beenhakkera, a miało to miejsce 4 maja 1980 roku podczas wygranego 1-0 meczu ze Spartą Rotterdam. Jednak w sezonie 1979–1980 był to jego jedyny mecz. W następnych sezonach grał już dużo więcej i stał się objawieniem w całej Holandii. Zdobywał w nich odpowiednio 17, 32 i 20 bramek, a w tym, gdy strzelił ich 32 (sezon 1981–1982) został królem strzelców ligi. Z Ajaksem Amsterdam był także trzykrotnym mistrzem Holandii (1980, 1982 i 1983) a także zdobył 1 raz Puchar Holandii w roku 1983. Bardzo dobra gra Kiefta zaowocowała w 1983 roku transferem do Serie A do zespołu Pisa Calcio. Tam Kieft spędził 3 sezony. W pierwszym sezonie spadł do Serie B, w następnym wydatnie pomógł Pisie w powrocie do Serie A. Po 3 latach przeniósł się na 1 sezon do Torino Calcio. Ogółem w lidze włoskiej Kieft zagrał w 110 meczach zdobywając 33 bramki. W sezonie 1987–1988 był już zawodnikiem PSV Eindhoven. Tutaj Kieft również nie zawodził i właśnie w tym sezonie został po raz drugi w karierze królem strzelców Eredivisie – tym razem z 29 bramkami na koncie. Do 1994 roku Kieft grał w PSV z roczną przerwą na występy we francuskim Girondins Bordeaux, w którym grał w sezonie 1990–1991. Z PSV Eindhoven odniósł sukces, jakim było zdobycie Pucharu Mistrzów w 1988 roku. Dołożył także kolejne trzy tytuły mistrza Holandii (1988, 1989 i 1992) a także 3 Puchary Holandii (1988, 1989 i 1990). W 1994 Kieft zdecydował się zakończyć karierę mając 32 lata. Po zakończeniu kariery Kieft jest komentatorem sportowym dla stacji Canal+ i RTL.
W reprezentacji Holandii Kieft zadebiutował 1 września 1981 roku w przegranym 1-2 meczu ze Szwajcarią. Kieft w narodowych barwach zagrał 43 razy zdobywając 11 bramek. Do największego sukcesu na arenie międzynarodowej zaliczyć należy zdobycie Mistrzostwa Europy w 1988. Kieft brał udział także w Euro 92 oraz MŚ w 1990.

## Kariera
| Sezon   | Klub               | Kraj     | Rozgrywki  | Mecze | Bramki |
| ------- | ------------------ | -------- | ---------- | ----- | ------ |
| 1979/80 | AFC Ajax           | Holandia | Eredivisie | 1     | 0      |
| 1980/81 | AFC Ajax           | Holandia | Eredivisie | 34    | 17     |
| 1981/82 | AFC Ajax           | Holandia | Eredivisie | 32    | 32     |
| 1982/83 | AFC Ajax           | Holandia | Eredivisie | 29    | 20     |
| 1983/84 | Pisa Calcio        | Włochy   | Serie A    | 23    | 3      |
| 1984/85 | Pisa Calcio        | Włochy   | Serie B    | 38    | 15     |
| 1985/86 | Pisa Calcio        | Włochy   | Serie A    | 30    | 7      |
| 1986/87 | Torino Calcio      | Włochy   | Serie A    | 19    | 8      |
| 1987/88 | PSV Eindhoven      | Holandia | Eredivisie | 32    | 28     |
| 1988/89 | PSV Eindhoven      | Holandia | Eredivisie | 20    | 6      |
| 1989/90 | PSV Eindhoven      | Holandia | Eredivisie | 30    | 21     |
| 1990/91 | Girondins Bordeaux | Francja  | Ligue 1    | 26    | 3      |
| 1991/92 | PSV Eindhoven      | Holandia | Eredivisie | 33    | 19     |
| 1992/93 | PSV Eindhoven      | Holandia | Eredivisie | 25    | 11     |
| 1993/94 | PSV Eindhoven      | Holandia | Eredivisie | 30    | 4      |